# Santo Stefano Quisquina
Santo Stefano Quisquina est une commune de la province d'Agrigente en Sicile (Italie).

## Toponymie
Santu Stèfanu Quisquina en sicilien.

## Administration
| Période                                  | Période  | Identité         | Étiquette | Qualité |
| ---------------------------------------- | -------- | ---------------- | --------- | ------- |
| 27 mai 2003                              | En cours | Salvatore Presti |           |         |
| Les données manquantes sont à compléter. |          |                  |           |         |

### Communes limitrophes
Alessandria della Rocca, Bivona, Cammarata, Casteltermini, Castronovo di Sicilia, San Biagio Platani